# Кральова
Водосховище Кральова (словац. Vodné dielo Kráľová або просто словац. Kráľová) — одне з найбільших водосховищ Словаччини, розташоване на річці Ваг, між містами Середь і Шаля (округи Ґаланта і Шаля; Нітранський край). Наповнене в 1985 році для використання річки Ваг як джерела енергії, зберігання води для зрошення земель, розведення риб, захисту прилеглих територій, видобутку гравію тощо. Входить до групи дамб на річці Ваг. Водосховище завдовжки 110 км, шириною 24 км. Площа поверхні 1090 га, а об'єм — 52 млн м³ води. Щоденна потужність енергії від води — 45 МВт.
Водосховище лежить в оточенні лісів і полів. Область привертає увагу рибалок та любителів водних видів спорту.

## Галерея

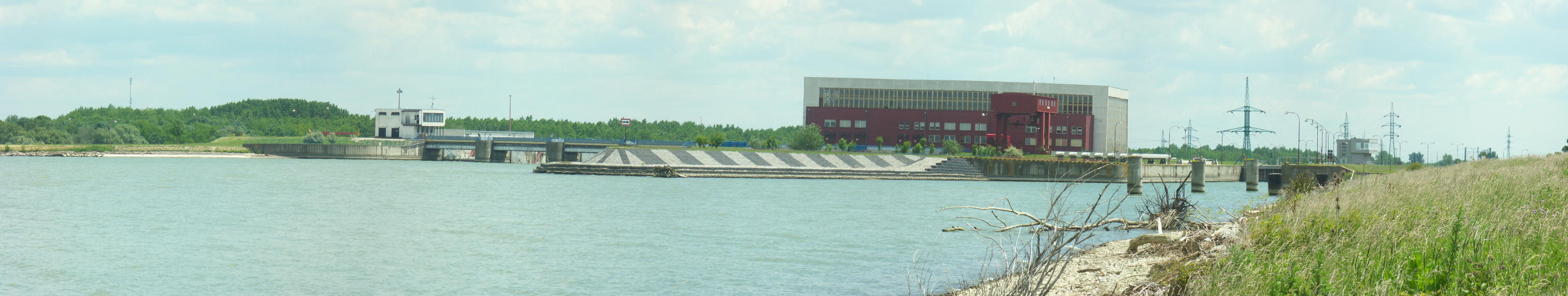
Вид на електростанцію

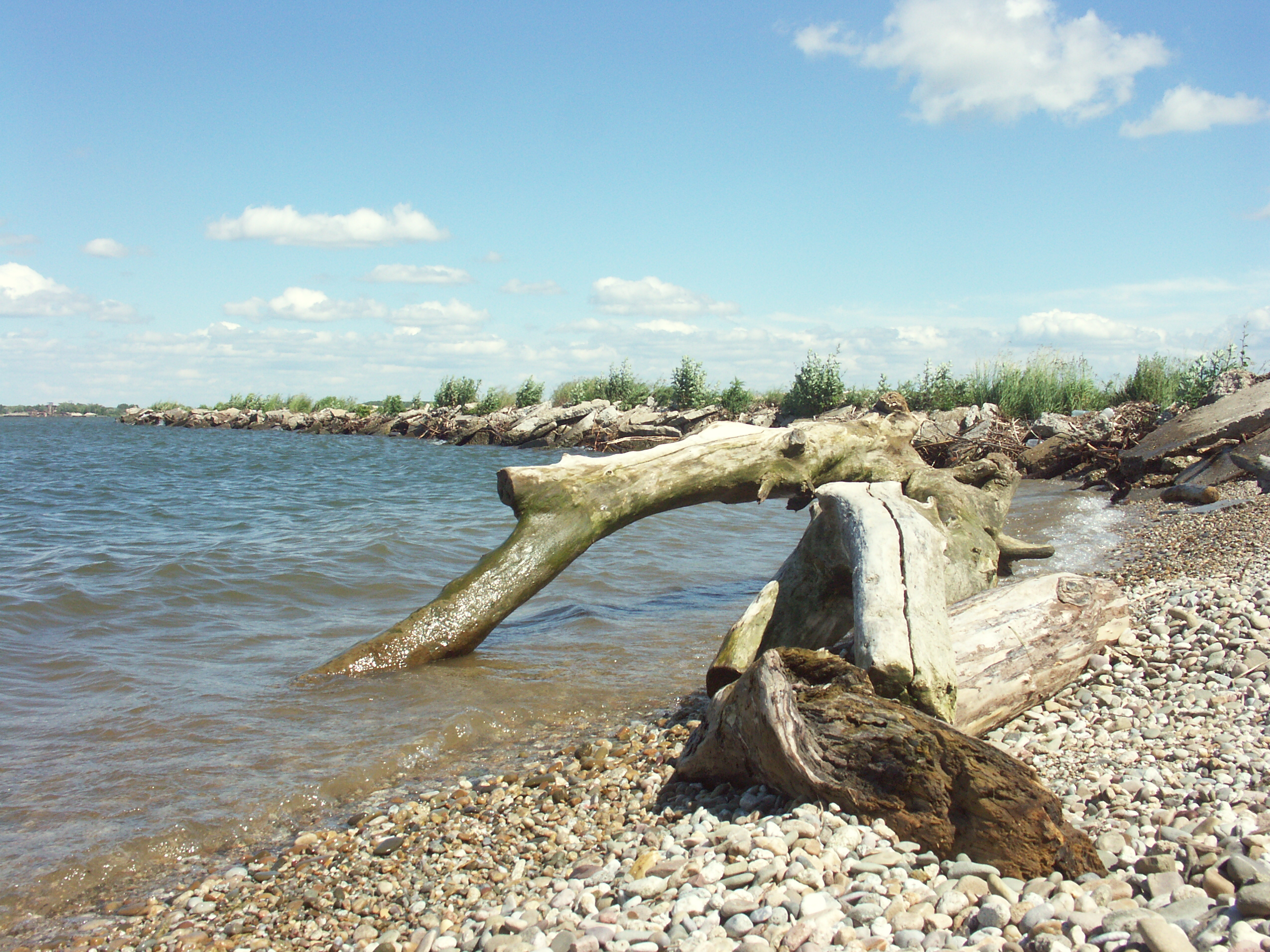
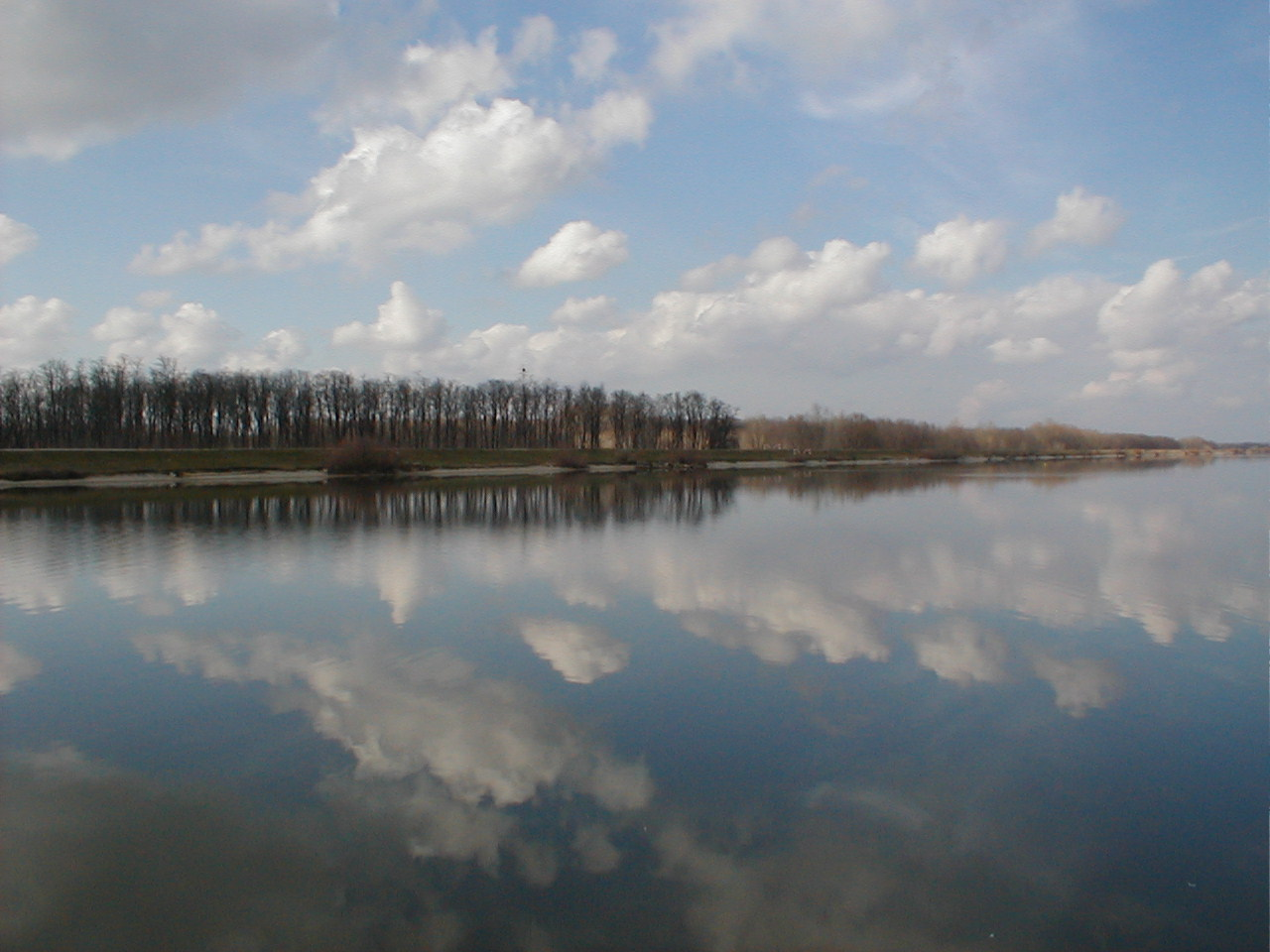

## Фауна
Тут живе велика кількість водоплавних птахів — чайки, дикі качки, лебеді, чаплі. Область є значним гніздилищем нічних чапель. Водосховище має важливе значення особливо під час міграції водоплавних птахів.